# Xu Xin
Xu Xin (Xuzhou, 8 de janeiro de 1990) é um mesa-tenista profissional chinês.

## Carreira
Xin conquistou o título olímpico por equipes com Ma Long e Zhang Jike.
Obteve duas medalhas em Tóquio 2020, das quais uma de prata nas duplas mistas ao lado de Liu Shiwen e uma de ouro por equipes com Long e
Fan Zhendong.